# Forno a tino
Il forno a tino è un tipo di forno sviluppatosi come miglioramento dei primi bassi fuochi. La sua struttura di mattoni si sviluppa in verticale fino ad un'altezza di circa 5 m.
Il funzionamento del forno consiste nel riscaldamento dei minerali posti al suo interno fino a fusione. A questo punto il materiale liquido viene pulito dalle scorie inquinanti - tramite un foro laterale - ed estratto dal basso.
Il forno a tino, come gli stuckofen e i flossofen (altri forni comparsi attorno al 1000 d.C. in Germania e in Austria), costituisce la base per l'invenzione dei moderni altoforni.